# 杰西·道格拉斯
傑西·道格拉斯（英語：Jesse Douglas，1897年7月3日—1965年10月7日），美國數學家。

## 生平
杰西·道格拉斯生於美国紐約。1916年毕业于纽约市立学院，1917年开始在哥伦比亚大学攻读研究生，1920年获博士学位后留校任教。
道格拉斯在攻读研究生期间接触到了普拉托問題，此后数年道格拉斯奔赴世界各国访问学习，并最终在1931年1月发表了普拉托问题的完全解，并在后来的研究中将极小曲面问题加以推广。道格拉斯因这该项研究成果而斩获1936年首屆菲爾茲獎。
获奖后，道格拉斯转而研究变分问题的逆问题，并于1941年解决了三维变分问题的逆问题。1943年，获得美國數學學會授予的博谢纪念奖。
他後來成為紐約市立學院教授，在那裏任教直至逝世。那時該校只有本科課程，他教高等微積分課。

## 論文選錄
- Douglas, Jesse. . Trans. Amer. Math. Soc. 1931, 33 (1): 263–321. doi:10.2307/1989472.
- Douglas, Jesse. . American Journal of Mathematics. 1939, 61: 545–589. doi:10.2307/2371314.
- Douglas, Jesse. . American Journal of Mathematics. 1939, 61: 590–608. doi:10.2307/2371315.
- Douglas, Jesse. . Proceedings of the National Academy of Sciences. 1939, 25: 631–637. doi:10.1073/pnas.25.12.631.

## 外部連結
- 約翰·J·奧康納; 埃德蒙·F·羅伯遜, ,  （英语）
- 杰西·道格拉斯在數學譜系計畫的資料。